# Argonauts de Toronto
Pour les articles homonymes, voir Argonaut.
Les Argonauts de Toronto sont une franchise de football canadien de la Ligue canadienne de football. 
L'équipe est une des plus vieilles équipes de sport professionnel en Amérique du Nord. Elle est basée à Toronto en Ontario au Canada et existe depuis 1873. Avec 19 coupes Grey remportées, l'équipe est la plus titrée de la compétition avec cinq titres lors des trente premières années et huit titres depuis 1983.
L'équipe est détenue par Maple Leaf Sports & Entertainment, dont les actionnaires sont Rogers Communications (37,5 %), BCE Inc. (37,5 %) et Kilmer Sports (25 %).

## Historique

### Les débuts (1873-1882)
L'équipe est créée en 1873 par un club d'aviron de la ville de Toronto, l’Argonaut Rowing Club, les dirigeants du club ayant la volonté d'occuper et de maintenir en forme ses rameurs durant les mois impraticables pour l'aviron. Le club est créé sous le nom de Argonaut Rugby Football Club et joue son premier match en octobre contre l'Université de Toronto. Très vite les dirigeants voient que la pratique du football canadien entraîne la blessure des rameurs et les deux clubs se séparent assez rapidement. Lors des premières années, les matchs de l'équipe ne sont qu'épisodiques, l'équipe ne jouant que quand elle est défiée par d'autres équipes - par exemple des équipes de Hamilton ou de l'Université de Toronto. L'équipe prend très rapidement ses couleurs actuelles : les teintes de bleu choisies sont celles des universités anglaises d'Oxford et de Cambridge.

### Ontario Rugby Football Union (1883-1906)
En 1883, les Argonauts font partie des membres fondateurs de la première ligue organisée du Canada, la Ontario Rugby Football Union. Ils en sont les premiers champions, battant le Ottawa Football Club par 9 à 7. L'année suivante ils sont encore champions et participent au tout premier championnat du Dominion, qu'ils perdent cependant. Les Argonauts ne remporteront pas d'autre championnat de l'ORFU avant 1901. Entretemps, ils s'étaient retirés de l'ORFU durant trois saisons, de 1895 à 1897, à cause de disputes avec l'ORFU à propos des règlements et surtout du professionnalisme qui commençait à se manifester. Pour ce même motif, les Argos se retirent également en 1903 pour protester contre la réintégration de deux joueurs d'équipes adverses qu'ils considèrent comme des professionnels.

### Interprovincial Rugby Football Union (1907-1957)
Les Argos sont parmi les quatre membres fondateurs de la Interprovincial Rugby Football Union (IRFU) en 1907. Cette ligue est l'ancêtre direct de la division Est de la Ligue canadienne de football d'aujourd'hui. 
En 1908, le comte Grey, gouverneur général du Canada donne une coupe à son nom, la coupe Grey, afin de reconnaître l'équipe amateur championne du football canadien. L'équipe des Argonauts accède à la finale pour la première fois en 1911 contre les joueurs de l'université de Toronto. Les Varsity Blues de Toronto sont alors champions en titre depuis la première édition de la Coupe. 13 687 spectateurs assistent à cette troisième finale de la coupe Grey dans le Varsity Stadium, tout juste achevé 90 minutes avant le coup d'envoi du match. Les conditions météorologiques de la veille, des chutes de neiges, ont poussé le personnel du stade à étendre de la paille pour protéger le terrain mais finalement, c'est le gel qui viendra perturber les joueurs et supprimer les appuis. Le premier point vient par un joueur des Argonauts, Ross Binkley qui inscrit un botté rouge pour l'ouverture du score. Finalement, les Varsity remportent la Coupe en gagnant le match 14 à 7. L'année suivante, l'équipe va une nouvelle fois perdre en finale contre les Alerts de Hamilton. À la base, l'Université McGill aurait dû jouer la finale contre les Argonauts mais la direction de l'école refuse que ses étudiants quitte la ville et préfère qu'ils étudient. Finalement les Alerts participent au match et même s'ils ne partent pas favoris, ils vont remporter la victoire 11 à 4.
Deux ans plus tard, les Argonauts vont prendre leur revanche et guidés par Jack O'Connor, meilleur pointeur cette saison, battre les Varsity sur le score de 14 à 2. C'est la première fois qu'une autre équipe touche le trophée : les Varsity considéraient qu'ils pouvaient conserver le trophée tant qu'ils ne perdaient pas en finale. N'ayant pas joué les finales de 1912 et 1913, ils avaient gardé le trophée. Glad Murphy et Freddie Mills ont inscrit les deux touchers de l'équipe alors qu'O'Connor a connu une soirée à oublier en ratant la majorité de ses tentatives de bottés. Entre 1915 et 1919 la coupe Grey n'est pas mise en jeu en raison de la Première Guerre mondiale.
En 1920, l'équipe perd une nouvelle fois en finale contre les Varsity devant plus de 10 000 personnes sur le score de 16 à 3. L'année suivante, l'équipe compte dans ses rangs Lionel Conacher, futur vedette sportive canadienne, et elle est invaincue sur la saison régulière. Lors de son premier match inscrit 23 des 27 points de son équipe. En finale, pour la première fois une équipe de l'Est et une autre de l'Ouest s'affrontent et la confrontation tournera à l'avantage des Argonauts, les Eskimos d'Edmonton étant battus sur le score de 23 à 0,.
Au cours des saisons qui vont suivre, l'équipe va connaître des hauts et des bas mais ne parvenant plus à la finale de la coupe Grey. En 1932, l'équipe fait venir Lew Hayman de l'université de Syracuse afin d'aider Buck McKenna et finalement quand ce dernier tombe malade Hayman prend les rênes de l'équipe et va mener son équipe en 1933 à la finale de la Coupe. Les adversaires du jour sont les Imperials de Sarnia et le match se termine sur le score de 4 à 3. L'équipe de Sarnia jouant à domicile sur un terrain gelé et enneigé a perdu ce match qui s'est révélé être une bataille défensive plutôt qu'offensive. Ab Box, le punter des Argonauts leur a sauvé le match en dégageant son camp tout au long de la partie.
L'équipe va remporter deux nouvelles finales en 1937 et 1938 à chaque fois contre les Blue Bombers de Winnipeg sur la marque de 4-3 et de 30-7. Lors de la seconde victoire en finale de la coupe Grey avec la plus petite marge possible, une nouvelle expression voit le jour dans le monde du football canadien : « Argo Bounce », en français, le rebond des Argos. En effet lors de la finale, Bud Marquardt joueur de Winnipeg est à la lutte à la course avec Ted Morris des Argonautes mais le rebond de la balle envoie directement celle-ci dans les bras de Morris empêchant Winnipeg d'avoir une nouvelle occasion de marquer des points. Morris est également la vedette de la finale de 1938 bloquant une attaque de Marquardt au cours du troisième quart. Au cours de cette dernière saison, trois joueurs des Argonauts entrent dans l'histoire du football canadien en finissant aux trois premières places des pointeurs : Annis Stukas, Art West et Red Storey.

#### L'après-guerre
De 1942 à 1944, la Seconde Guerre mondiale fait que les équipes de l'Est sont en pause mais en 1945, les Argonauts sont de retour dans la compétition. L'équipe est entraînée par Ted Morris, l'ancien joueur et guidé par une formidable combinaison de joueurs : le quart-arrière Joe Krol et le demi offensif Royal Copeland (en) font trembler les défenses adverses. Les Argonauts vont battre trois années de suite les Blue Bombers de Winnipeg en finale de la coupe Grey : 35 à 0 en 1945, 28 à 6 l'année suivante et enfin 10 à 9 en 1947. Au cours de la saison de 1946, les Argonauts voyagent pour la première fois en avion pour se rendre à Winnipeg.
La finale de 1947 est une finale âprement disputée avec les Blue Bombers et avec une minute restant dans le temps règlementaire, le score était encore de 9 partout. Finalement, à la suite d'une erreur de Winnipeg, Krol réussit un dernier botté finissant en touche et donne un point pour la victoire finale. La Coupe faillit ne pas être remise cette année-là, le club d'aviron ayant subi un incendie au cours de l'année mais miraculeusement, la coupe Grey n'étant pas tombée au sol, elle survit et est remise aux Argonauts, dernière équipe championne composée uniquement de Canadiens.
Après deux saisons sans finale pour les Argonauts, ils jouent une nouvelle fois pour la coupe Grey en 1950 avec encore une fois l'équipe de Winnipeg. Entraînés par Frank Clair, l'équipe va remporter sa huitième Coupe avec encore une fois des conditions météorologiques déplorables. Les Blue Bombers sont une nouvelle fois blanchis 13 à 0 mais cela sera la dernière fois qu'une équipe en blanchit une autre en finale de la coupe Grey. L'état du terrain est aggravé par la décision surprenante prise par les responsables du stade, le Varsity Stadium, d'utiliser un bulldozer pour tenter de le rendre praticable. Le résultat sera désastreux et la finale prend le surnom de « Mud Bowl » (en français le bowl de la boue). Les Argonauts ne devront leur victoire qu'à la taille des crampons choisis.
En 1951, l'équipe ne parvient pas à atteindre la finale mais elle décroche son neuvième titre en 1952 contre les Eskimos d'Edmonton. L'équipe est composée de Nobby Wirkowski en tant que quart-arrière, Ulysses Curtis demi offensif et des receveurs Royal Copeland, Bill BAss (en), Rod Smylie et Bill O'Connor (en). Curtis porte le ballon sur 985 verges (yards en Europe) au cours de la saison établissant le record de l'époque pour la franchise dont 208 au cours du même match contre Montréal. Menés 5 à 0 au début du match, les Argonauts vont finalement remporter le match sur le score de 21 à 11 et Frank Filchock entraîneur des Eskimos est renvoyé à la suite de la défaite de son équipe.
Au cours des deux saisons qui vont suivre, les Argonauts manquent les séries éliminatoires et finalement quand ils parviennent à se qualifier en 1955 c'est pour mieux être éliminés en finale de division contre Montréal. En 1956 et 1957, malgré les courses de Dick Shatto, l'équipe finit à la quatrième place de la division et rate encore les séries.
En 1956, le Canadian Football Council est créé pour rassembler les ligues professionnelles de l'Est et de l'Ouest mais en 1958 l'instance change de nom afin de quitter la Canadian Rugby Union et la Ligue canadienne de football est fondée.

### Ligue canadienne de football (1958-aujourd'hui)

#### Les débuts médiocres dans la LCF (1958-1966)
Depuis 1957, la franchise appartient à un groupe d'investisseurs donc fait partie le magnat des médias John Bassett. Deux saisons plus tard, l'équipe quitte son stade habituel du Varsity Stadium pour rejoindre le stade de l'Exposition nationale. L'inauguration du stade est faite lors d'un match amical contre les Cardinals de Chicago, équipe de la National Football League. Les Argonauts vont mener 13 à 1 dans un premier temps mais finalement l'équipe de la NFL s'impose sur le score de 55 à 26.
Les saisons des Argonauts ne sont pas aussi bonnes qu'avant et entre 1957 et 1966 l'équipe ne se qualifie que deux fois pour les séries éliminatoires. 1960 marque tout de même l'arrivée au club de Lou Agase (en) en tant qu'entraîneur et de Tobin Rote, quart-arrière des Lions de Détroit de la NFL. Lors de la seconde qualification pour les séries, en 1961, l'équipe passe le premier tour en battant les Rough Riders d'Ottawa, champions en titre, et au cours du premier match du second tour, ils surprennent tout le monde en s'imposant contre les Tiger-Cats de Hamilton 25-7. Les Tiger-Cats vont cependant se relever et gagne la seconde confrontation sur le score de 48-2 pour un score cumulé de 55 à 27. Au cours des années qui vont suivre, les joueurs et entraîneurs des Argonauts vont changer de manière incessante.

#### Le renouveau (1967-1971)

Logo en 1994

En 1967, un nouvel entraîneur arrive derrière le banc des Argonauts en la personne de Leo Cahill (en). Il s'impose immédiatement en réalisant une série de mouvements et il aligne alors les joueurs suivants : Dick Thornton (en), Ed Learn (en), Marv Luster, Jim Rountree (en), Norm Stoneburgh (en), Danny Nykoluk (en), Mel Profit (en), Mike Wadsworth (en) ou encore Wally Gabler (en). L'équipe finit alors à la troisième place de la division et malgré l'élimination au premier tour des séries contre les Rough Riders (38-22), pour la première fois depuis six ans, la situation semble s'améliorer pour les Argonauts.
La progression continue en 1968 et l'ajout de Bill Symons au sein de l'équipe, celui-ci remportant le titre de meilleur joueur de la saison de la LCF, première historique pour la franchise. Il profite également de la saison pour dépasser la barre des 1 000 verges  par la course. L'équipe finit à la seconde place du classement, bat Hamilton au premier tour des séries sur le score de 33-21 avec notamment une course de 100 verges de Symons mais les joueurs sont battus une nouvelle fois par Ottawa 47-27. Le scénario de la saison suivante est le même que celui de 1968 avec une seconde place, une victoire au premier tour et Ottawa en tant qu'adversaire du second tour. Au cours du premier match, Ottawa est battu 22-14 et Cahill se permet de faire une déclaration à la presse affirmant que seul une intervention divine pourra faire perdre ses joueurs la semaine suivante. Malheureusement pour les Argonauts, Ottawa va tout de même remporter le match suivant sur le score de 32-3 pour un score cumulé de 46-25.

Logo en 1995

Lors de la saison suivante, malgré les bonnes courses de Symons (908 verges) et la signature du jeune Jim Corrigall (en), les Argonauts laissent la dernière place des séries aux Alouettes de Montréal. Ce n'est qu'en 1971 que l'équipe va parvenir une nouvelle fois à la finale de la coupe Grey et ceci près de 20 ans après leur dernière apparition. Joe Theismann, Leon McQuay (en), Jim Stillwagon (en), Tim Anderson (en) et Gene Mack (en) sont les nouveaux venus de l'équipe qui parvient à se hisser en finale de la 59e édition de la Coupe. Opposés aux Stampeders de Calgary, absents de la finale depuis 1948, les Argonauts vont craquer lors de la première mi-temps du match. Menés 14 à 3 à la reprise, les Argonauts ne parviendront à inscrire que 8 points de plus. Le match aurait pu tourner à l'avantage de Toronto à quelques minutes de la fin mais des échappés ont donné le titre à Calgary. Cahill est tout de même récompensé par le titre de meilleur entraîneur de la saison et il reçoit le trophée Annis Stukus allant avec le titre,.

#### Disette (1972-1981)
Après leur belle saison 1971, les Argonauts s'effondrent en 1972 avec une saison de seulement 3 victoires contre 11 défaites ; sept de ces défaites étaient cependant très serrées. L'entraîneur Leo Cahill est congédié après la saison et est remplacé par John Rauch, qui mène le club à une fiche respectable de 7-5-2, mais est congédié au cours de la saison suivante, où les Argos finissent encore une fois dans la cave du classement. En mars 1974, John Bassett vend le club à Bill Hodgson (en). Cela n'améliore pas le sort des Argos, qui terminent derniers les deux années suivantes, puis au troisième rang en 1977 pour ensuite finir dans la cave les quatre saisons suivantes (1978-1981). Durant cette période, sept entraîneurs-chefs se succèdent, dont Cahill de retour en 1977 et 1978. Parmi les joueurs remarquables de cette époque, on retrouve le quart-arrière Joe Theismann, l'ailier défensif Jim Corrigall (en) et le botteur Zenon Andrusyshyn (en). L'acquisition du quart-arrière Condredge Holloway (en) en 1981 laisse cependant présager des jours meilleurs.
En janvier 1979 le propriétaire des Argonauts, Bill Hodgson, vent ses parts à la brasserie Carling O'Keefe, également propriétaire des Nordiques de Québec.

#### Années fastes (1982-1991)
L'arrivée de Bob O'Billovich (en) comme entraîneur-chef et de Mouse Davis comme coordonnateur offensif fait passer les Argonauts de club de fond de classement en prétendant au championnat. Holloway mérite le titre de meilleur joueur de la saison 1982 et mène les siens à la finale de la coupe Grey qu'ils perdent cependant 32-16 contre les Eskimos d'Edmonton. L'année suivante, Holloway est efficacement secondé au poste de quart-arrière par le vétéran Joe Barnes (en) et  les Argos remportent leur première coupe Grey depuis 1952 en battant les Lions de la Colombie-Britannique 18-17. En 1984 les Argos terminent de nouveau premiers mais chutent en finale de l'Est contre Hamilton. La saison suivante, marquée par plusieurs blessures, est la seule de cette période où Toronto manque les séries éliminatoires. Les cinq saisons suivantes voient le club obtenir de bons résultats, se rendant même en finale de la coupe Grey en 1987 pour être battus par Edmonton. Bob O'Billovich quite le poste d'entraîneur-chef après la saison 1989 et est remplacé par Don Matthews. 
Les Argonauts connaissent une de leurs meilleures saisons en 1991 avec une fiche de 13-5. Menés par le quart-arrière Matt Dunigan et le receveur éloigné « Rocket » Ismail (en), le club remporte sa 12e coupe Grey face aux Stampeders de Calgary par 36 à 21.
Les joueurs marquants de cette époque sont, outre Holloway, Dunigan et Ismail, le receveur de passes Terry Greer (en), premier joueur de la LCF à recevoir pour plus de 2 000 verges en une saison, le demi offensif Gill Fenerty (en), recrue de l'année en 1987, le botteur de précision Lance Chomyc (en) et le joueur de ligne offensive Dan Ferrone (en), choisi cinq fois sur l'équipe d'étoiles de la LCF. La saison 1989 est marquée par l'arrivée de Michael Clemons (en), surnommé « Pinball », un des joueurs les plus spectaculaires de son époque et dont l'association avec les Argonauts en tant que joueur, entraîneur et administrateur dure jusqu'à aujourd'hui (en date de 2025).
Carling O'Keefe revend le club torontois à l'homme d'affaires Harry Ornest (en) en décembre 1988. Un peu plus de deux ans plus tard, Ornest cède le club à un trio d'investisseurs formé de l'homme d'affaires (plus tard condamné pour fraudes) Bruce McNall (en) (60 %), de l'acteur John Candy (20 %) et du joueur de hockey Wayne Gretzky (20 %).
Les Argonauts quittent le Stade de l'Exposition nationale où ils jouaient depuis 1959 et emménagent au nouveau SkyDome en 1989.

#### Des hauts et des bas (1992-2003)
Après leur saison de championnat en 1991, les Argonauts déchantent rapidement, enchaînant quatre saisons avec un bilan négatif et prenant part durant cette période à un seul match d'éliminatoires. Adam Rita (en), qui avait remplacé Don Matthews comme entraîneur-chef en 1991, est congédié dès septembre 1992. Son remplaçant Dennis Meyer (en) ne fait pas mieux, ce qui mène au retour de Bob O'Billovich. Le retour de l'ancien entraîneur n'arrange pas les choses, et après une saison de 7-11 en 1994, O'Billovich en tant que directeur-général remet les rênes de l'équipe à Mike Faragalli pour 1995, seulement pour les reprendre en cours de saison quand le club n'obtient que deux victoires à ses neuf premiers matchs. 
Les choses prennent un tournant pour le mieux en 1996. Don Matthews, nommé meilleur entraîneur de la ligue avec Baltimore les deux années précédentes, revient à la barre de l'équipe en février. Puis les Argos mettent la main sur la grande vedette de l'heure dans la LCF, le quart-arrière Doug Flutie. Avec Flutie, Clemons, les secondeurs Mike O'Shea (en) et Reggie Givens (en), le demi offensif Robert Drummond (en) et le retourneur de bottés Jimmy Cunningham (en), les Torontois assemblent une formidable équipe qui ne subit que trois défaites contre quinze victoires et met de nouveau la main sur la coupe Grey en battant les Eskimos d'Edmonton 43 à 37. Le club répète l'exploit la saison suivante avec une fiche identique de 15-3 et une victoire à la coupe Grey, cette fois contre les Roughriders de la Saskatchewan, 47-23. Flutie est choisi meilleur joueur de la ligue ainsi que meilleur joueur du match de la coupe Grey (en) les deux saisons.
Après ces deux saisons exceptionnelles les Argonauts perdent plusieurs de leurs vedettes ; Flutie retourne dans la NFL, tout comme le botteur Mike Vanderjagt alors que Drummond quitte pour les Lions. Durant les quatre saisons suivantes les Argos ne remportent aucun des deux matchs éliminatoires qu'ils disputent. Matthews quitte après la saison 1998 et ses successeurs durent peu de temps. Le poste de quart-arrière est également difficile à combler : Kerwin Bell (en), Jay Barker (en) et Jimmy Kemp (en) s'y succèdent sans réussir à s'imposer. Le futur entraîneur Mike O'Shea (en) est choisi joueur canadien par excellence en 1999.
Les choses s'améliorent en 2002 alors que le club se rend en finale de division, maintenant dirigés par leur ancien joueur étoile Clemons, mais surtout en 2003 avec l'arrivée du quart-arrière vedette Damon Allen. 
Les Argonauts sont vendus en 1999 à l'homme d'affaires américain Sherwood Schwarz (en) mais les finances du club ne s'améliorent guère et la ligue prend le contrôle du club en 2003.

## Palmarès
Coupe Grey

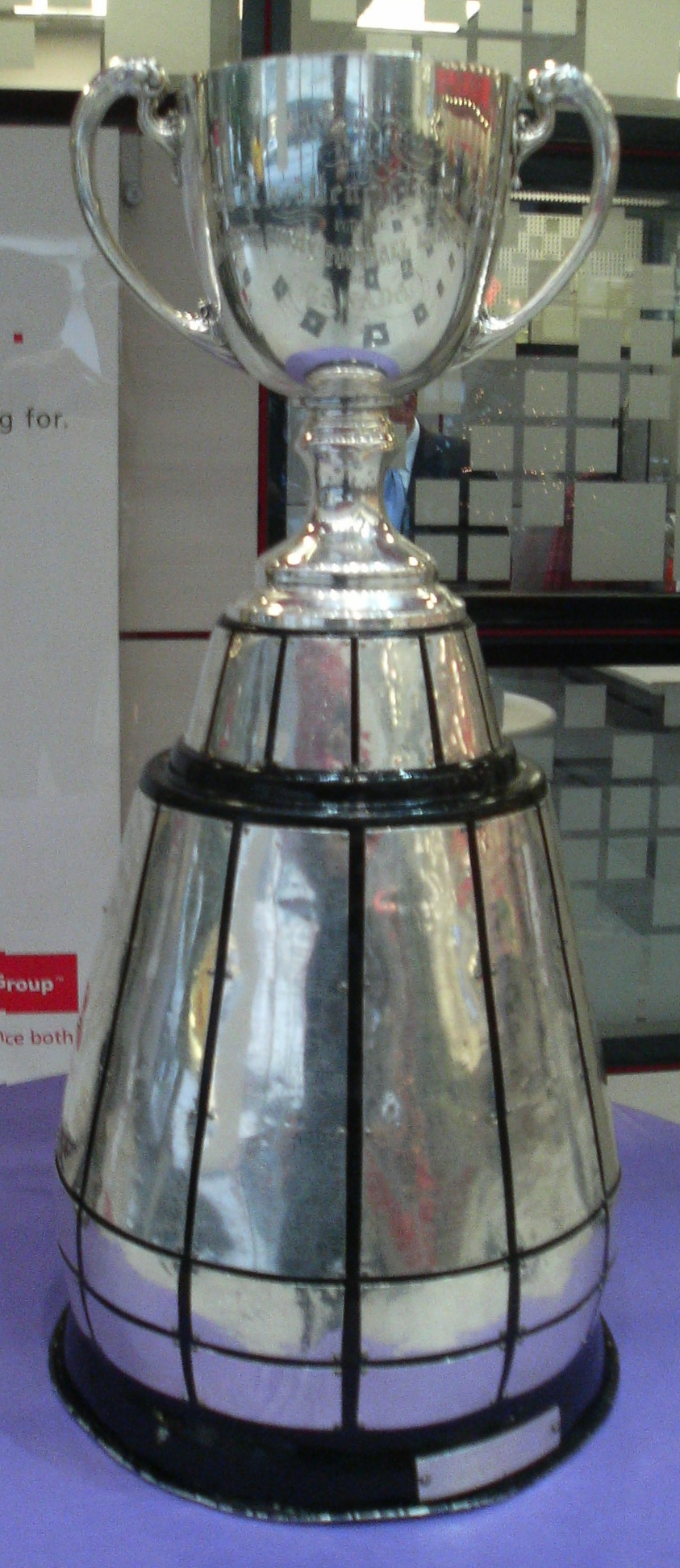
La coupe Grey présentée en 2006.

L'équipe a remporté à dix-neuf reprises la coupe Grey, elle est l'équipe la plus titrée de la LCF. Elle a participé au total à 25 finales de la Coupe, se plaçant ainsi à la seconde place au niveau des participations derrière les 29 apparitions des Blue Bombers de Winnipeg.
- 19 victoires — 1914, 1921, 1933, 1937, 1938, 1945, 1946, 1947, 1950, 1952, 1983, 1991, 1996, 1997, 2004, 2012, 2017, 2022 et 2024
- 6 défaites — 1911, 1912, 1920, 1971, 1982 et 1987.

Champion de division
L'équipe évolue au sein de la division Est et a fini à 17 reprises en tête de la division. Avant la création de la Ligue canadienne de football en 1958, elle avait terminé trois fois en tête de l'Ontario Rugby Football Union (ORFU) et neuf fois dans l'Interprovincial Rugby Football Union (IRFU).
- Première place de l'ORFU — 1900, 1901, 1904
- Première place de l'IRFU — 1911, 1912, 1914, 1920, 1921, 1922, 1933, 1936, 1937
- Première place de la division Est — 1960, 1971, 1982, 1983, 1984, 1986, 1988, 1991, 1996, 1997, 2005, 2007, 2013, 2017, 2021, 2022 et 2023.

## Joueurs

### Joueurs actuels
Ligne défensive: ronald ollie

### Anciens joueurs

#### Temple de la renommée interne
Étant donné que l'équipe existe depuis 1873, de nombreux anciens joueurs font partie aujourd'hui d'un temple de la renommée interne à l'équipe. Ce temple existe depuis 1963 et sept joueurs y firent leur entrée lors de son inauguration.
| - 1963 - Harry Batstone - 1963 - Joe Breen - 1963 - Lionel Conacher - 1963 - William C. Foulds - 1963 - Joe Krol - 1963 - A. Smirle Lawson - 1963 - "Teddy" Reeve - 1964 - Teddy Morris - 1964 - Jack Newton - 1964 - Michael Rodden - 1965 - Albert "Ab" Box - 1967 - Alfred "Cap" Fear | - 1968 - Wes Cutler - 1971 - Jackie Parker - 1973 - Russ Jackson - 1974 - Annis Stukus - 1975 - Lew Hayman - 1975 - Dick Shatto - 1976 - John Barrow - 1977 - Tommy Joe Coffey - 1981 - Frank Clair - 1983 - Frank Morris - 1984 - Terry Evanshen - 1984 - Jake Gaudaur | - 1984 - Frank Tindall - 1984 - Bill Zock - 1987 - Tom Wilkinson - 1988 - Royal Copeland - 1988 - Ralph Sazio - 1989 - Dave Thelen - 1989 - Andrew Tommy - 1990 - Jim Corrigall - 1990 - Marv Luster - 1992 - Ellison Kelly - 1992 - Don Sutherin - 1997 - Bill Symons | - 1998 - Bernie Custis - 1999 - Condredge Holloway - 2000 - Danny Bass (en) - 2000 - Dave Raimey - 2001 - Bill Frank - 2001 - James Parker - 2002 - Paul Bennett - 2004 - Ben Zambiasi - 2005 - Ray Nettles - 2005 - Willie Pless (en) - 2006 - Matt Dunigan - 2006 - Bobby Jurasin - 2007 - Rocco Romano - 2007 - Pierre Vercheval - 2008 - Michael Clemons - 2008 - Doug Flutie |

#### Numéros retirés
Comme d'autres franchises de sport d'Amérique du Nord, les Argonauts ont honoré certains de leurs anciens joueurs en retirant leur maillot, plus aucun joueur ne pouvant porter leur maillot.
- 22 Dick Shatto
- 31 Michael Clemons (en)
- 55 Joe Krol
- 60 Danny Nykoluk

#### Joueurs récompensés
Comme de nombreuses ligues professionnelles d'Amérique du Nord, la Ligue canadienne de football remet chaque année, des trophées aux meilleurs joueurs. Certains trophées sont uniquement des trophées de la division Est alors que d'autres récompenses les meilleurs joueurs de toute la ligue.
Trophée Terry-Evanshen
Ce trophée récompense chaque année le meilleur joueur de la saison pour la division Est. Avant 1994 le trophée Jeff-Russel récompensait ce joueur (officiellement, pour l'habileté, le courage et l'esprit sportif jusqu'en 1972). Terry Evanshen est un ancien joueur des Argonauts,.
| - 1929 - Red Wilson - 1930 - Frank Turville - 1934 - Ab Box - 1937 - Ted Morris - 1938 - Wes Cutler - 1946 - Joe Krol | - 1949 - Royal Copeland - 1957 et 1964 - Dick Shatto - 1968 - Bill Symons - 1970 - Bill Symons - 1971 - Mel Profit - 1982 - Condredge Holloway | - 1983 - Terry Greer - 1990 - Michael Clemons (en) - 1996 et 1997 - Doug Flutie - 2005 - Damon Allen |

Joueur par excellence de la Ligue canadienne de football
Le meilleur joueur de la LCF est choisi entre le meilleur joueur de l'Est (vainqueur du trophée Terry-Evanshen) et celui de l'Ouest (récompensé par le trophée Jeff-Nicklin). Le choix est réalisé par les journalistes canadiens.
- 1968 - Bill Symons
- 1982 - Condredge Holloway
- 1990 - Michael Clemons (en)
- 1996 et 1997 - Doug Flutie
- 2005 - Damon Allen

Trophée Lew-Hayman
Nommé en l'honneur de Lew Hayman, ce trophée récompense le meilleur joueur d'origine canadienne de la division Est. Décerné pour la première fois en 1975, le titre de meilleur joueur canadien était tout de même désigné à partir de 1956. Hayman est également passé au sein des Argonauts mais en tant qu'entraîneur.
- 1957 et 1961 - Bob Kuntz
- 1991 - Lance Chomyc
- 1999 - Mike O'Shea (en)
- 2004 et 2005 - Kevin Eiben

Joueur canadien par excellence de la Ligue canadienne de football
Le meilleur joueur de la saison d'origine canadienne est choisi par les journalistes du monde du football canadien enter le champion de l'Est et celui de l'Ouest (vainqueur du trophée Dr.-Beattie-Martin).
- 1999 - Mike O'Shea (en)

Trophée James-P.-McCaffrey
Ce trophée récompense le meilleur joueur de l'Est dans le secteur défensif de son équipe. Comme le trophée Hayman, il est remis pour la première fois en 1975 mais le titre de meilleur défenseur était décerné chaque année depuis 1955.
- 1972 - Jim Stillwagon
- 1975 - Jim Corrigall
- 1976 - Granville Liggins
- 1982 - Zac Henderson
- 2005 - Michael Fletcher
- 2007 - Jonathan Brown

Trophée Frank-M.-Gibson
Nommé en l'honneur de Frank M. Gibson, ce trophée est un trophée récompensant le meilleur joueur dans sa première année pour la division de l'Est. Le trophée est remis pour la première fois en 1975 alors que le titre de meilleure recrue date de 1972.
- 1974 - Sam Cvijanovich
- 1976 - Neil Lumsden
- 1980 - Dave Newman
- 1986 - Willie Pless (en)
- 1987 - Gil Fenerty
- 1991 - Raghib Ismail
- 1997 - Derrell Mitchell (en)

Trophée Léo-Dandurand
Nommé en l'honneur de Léo Dandurand, ce trophée est remis chaque année au meilleur joueur de la première ligne (lineman) de la division Est. Le premier titre est remis en 1974 alors que le trophée est remis initialement en 1975.
- 1977 - Mike Wilson
- 1984 et 1985 - Dan Ferrone
- 1996 et 1997 - Mike Kiselak (en)

## Stades

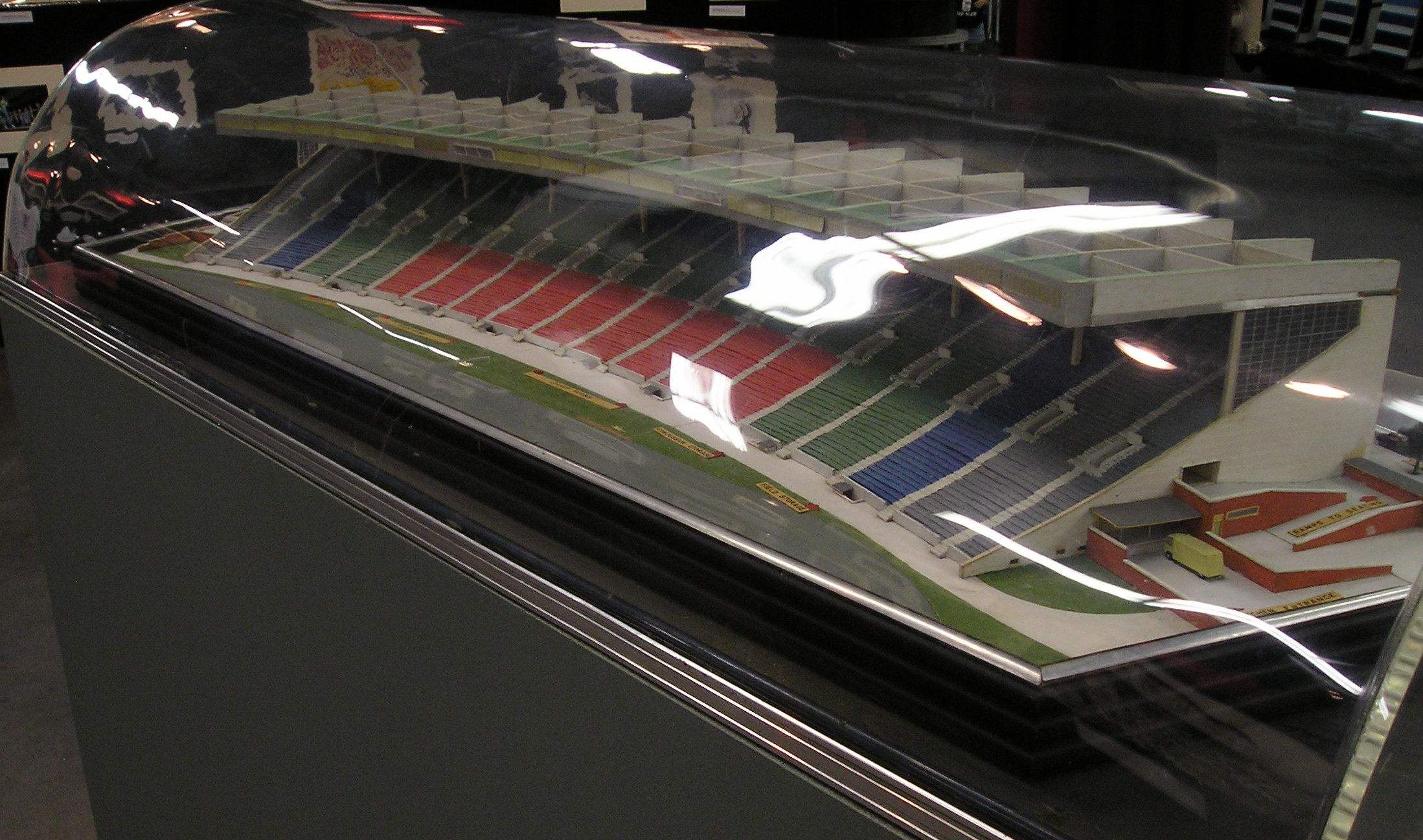
Maquette de l'estrade principale du stade de l'Exposition nationale

Les Argonauts évoluent dans le stade du BMO Field depuis 2016 mais ont utilisé d'autres stades par le passé. De 1989 à 2015 ils évoluaient dans le stade du Centre Rogers.
Le Rosedale Field, premier stade de l'équipe, avait une capacité de 4 000 places assises 10 000 places supplémentaires debout. Les Argonauts y ont joué leurs matchs entre 1874 et 1897 puis entre 1908 et 1915. La première finale de la coupe Grey s'est jouée le 4 décembre 1909 sur la pelouse de Rosedale entre deux équipes de Toronto. Aujourd'hui, le stade n'existe plus et a été remplacé par des terrains de sport pour le football, le tennis, le hockey et le baseball.
Entre 1898 et 1907, l'équipe joue ses matchs dans le Varsity Stadium et y jouera jusqu'en 1958. En 1959, l'équipe quitte le Varsity Stadium pour rejoindre le stade de l'Exposition nationale. Celui-ci a ouvert ses portes pour la première fois en 1879 et a été remis à neuf à plusieurs reprises. L'inauguration du stade est faite lors d'un match amical contre les Cardinals de Chicago, ancienne franchise de la National Football League. Les Argonauts vont mener 13 à 1 dans un premier temps mais finalement l'équipe de la NFL s'impose sur le score de 55 à 26.

Au cours des années 1970, le stade est à nouveau rénové afin de pouvoir accueillir les matchs de l'équipe de baseball des Blue Jays de Toronto.
La nécessité d'avoir un nouveau stade est apparu lors du 70e match de la coupe Grey. Surnommé « Rain Bowl », le match eut lieu en novembre 1982 et fut joué avec des conditions climatiques très mauvaise. Le match a été perturbé par le temps froid et les pluies, et les spectateurs furent exposés au mauvais temps. Parmi eux, se trouvait le Premier ministre de l'Ontario, Bill Davis et le match était regardé à la télévision par plus de 7 862 000 canadiens - la plus grande audience TV du pays à cette époque. Sept mois plus tard, en juin 1983, le Premier ministre Davis a formellement annoncé qu'un comité de trois personnes allait réfléchir à la possibilité de construire un stade couvert sur le site de l'Exhibition Place.
Sur les années à venir divers projets ont émergé, y compris un grand stade couvert sur Exhibition Place avec un toit soutenu par air, semblable au BC Place Stadium de Vancouver. En 1985, une compétition internationale de design a été lancée pour concevoir une nouvelle enceinte, avec le choix d'un site pour le stade. Certains des emplacements ont inclus l'Exhibition Place, l'aéroport de Downsview, et l'Université York. Le site final fut choisi à la base de la Tour CN pas loin de la Gare Union, une gare importante et un hub de passage. Le projet de Robbie et Allen fut choisi pour la conception du stade. Créé sous le nom de SkyDome, le stade a été renommé Centre Rogers le 2 février 2005.